# Унифицированная система классификации грунтов USCS

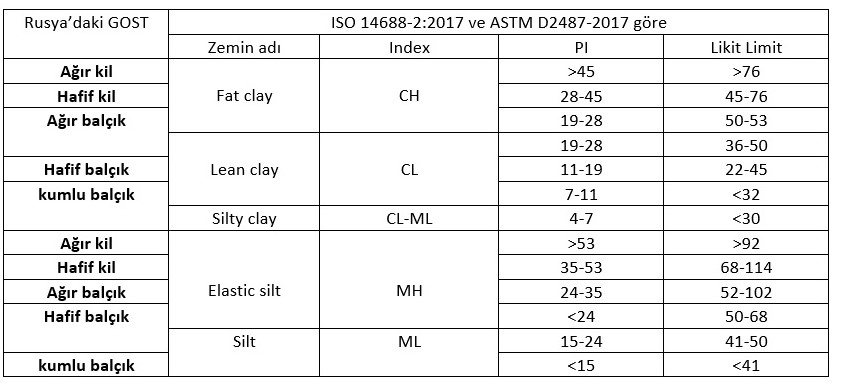
Соотношения между USCS и российскими стандартами. Ağır kil, Hafif kil, Ağır balçık, hafif balçık, kumlu balçık тяжелая глина, легкая глина, тяжелый суглинок, легкий суглинок, супесь соответственно.

Унифицированная система классификации грунтов  (англ. Unified Soil Classification System, USCS) — система классификации грунтов, повсеместно (де-факто по всему миру, официально в США) используемая в геотехнике для описания грунта. Система классификации представлена двухбуквенным символом:
| Буква | Значение     |
| ----- | ------------ |
| G     | гравий       |
| С     | песок        |
| М     | ил           |
| С     | глина        |
| О     | органический |

| Буква | Значение                                                         |
| ----- | ---------------------------------------------------------------- |
| P     | плохо градуированный (много частиц примерно одинакового размера) |
| W     | хорошо градуированный (много разных размеров частиц)             |
| H     | высокий предел текучести                                         |
| L     | низкий предел текучести                                          |

Если в грунте содержится 5-12 % по весу частиц, проходящих через сито № 200 (5 % < P # 200 < 12 %), пластичность оказывают существенное влияние на инженерные свойства грунта, и соответственно применяеться двойное обозначение. Например, GW-GM соответствует «хорошо отсортированному гравию с илом».
Если на сите № 4 осталось более 15 % по весу частиц (R № 4 > 15 %), имеется значительное количество гравия, и к названию группы может быть добавлен суффикс «с гравием», но символ группы не меняется. Например, SP-SM может относиться к «песку с плохой сортировкой с илом» или «песку плохой сортности с илом и гравием».

## Карта символов
По-шведски mo «очень мелкий песок»,mjäla ил. В связи с этим за илом закреплена буква M, а не S (silt c английского ил).
| Основные подразделения                                                         | Основные подразделения                                   | Основные подразделения                        | Символ группы | Название группы                                       |
| ------------------------------------------------------------------------------ | -------------------------------------------------------- | --------------------------------------------- | ------------- | ----------------------------------------------------- |
| Крупнозернистые грунты более 50 % частиц не прошло через сито № 200 (0,075 мм) | гравий >50 % фракции не прошло через сито № 4 (4,75 мм)  | чистый гравий <5 % частиц, прошло через № 200 | GW            | гравий хорошо градуированный                          |
| Крупнозернистые грунты более 50 % частиц не прошло через сито № 200 (0,075 мм) | гравий >50 % фракции не прошло через сито № 4 (4,75 мм)  | чистый гравий <5 % частиц, прошло через № 200 | GP            | гравий плохо градуированный                           |
| Крупнозернистые грунты более 50 % частиц не прошло через сито № 200 (0,075 мм) | гравий >50 % фракции не прошло через сито № 4 (4,75 мм)  | гравий с содержанием мелких частиц >12 %      | GM            | илистый гравий                                        |
| Крупнозернистые грунты более 50 % частиц не прошло через сито № 200 (0,075 мм) | гравий >50 % фракции не прошло через сито № 4 (4,75 мм)  | гравий с содержанием мелких частиц >12 %      | GC            | глинистый гравий                                      |
| Крупнозернистые грунты более 50 % частиц не прошло через сито № 200 (0,075 мм) | песок ≥ 50 % крупной фракции проходит № 4 (4,75 мм) сито | чистый песок                                  | SW            | хорошо просеянный песок, от мелкого до крупного песка |
| Крупнозернистые грунты более 50 % частиц не прошло через сито № 200 (0,075 мм) | песок ≥ 50 % крупной фракции проходит № 4 (4,75 мм) сито | чистый песок                                  | SP            | песок плохого качества                                |
| Крупнозернистые грунты более 50 % частиц не прошло через сито № 200 (0,075 мм) | песок ≥ 50 % крупной фракции проходит № 4 (4,75 мм) сито | песок с содержанием мелких частиц >12 %       | SM            | илистый песок                                         |
| Крупнозернистые грунты более 50 % частиц не прошло через сито № 200 (0,075 мм) | песок ≥ 50 % крупной фракции проходит № 4 (4,75 мм) сито | песок с содержанием мелких частиц >12 %       | SC            | глинистый песок                                       |
| Мелкозернистые почвы 50 % или более, прошедших № 200 (0,075 мм) сито           | ил и глина LI < 50                                       | неорганический                                | ML            | ил                                                    |
| Мелкозернистые почвы 50 % или более, прошедших № 200 (0,075 мм) сито           | ил и глина LI < 50                                       | неорганический                                | CL            | тощая глина                                           |
| Мелкозернистые почвы 50 % или более, прошедших № 200 (0,075 мм) сито           | ил и глина LI < 50                                       | органический                                  | OL            | органический ил, органическая глина                   |
| Мелкозернистые почвы 50 % или более, прошедших № 200 (0,075 мм) сито           | ил и глина LI ≥ 50                                       | неорганический                                | MH            | эластичный ил                                         |
| Мелкозернистые почвы 50 % или более, прошедших № 200 (0,075 мм) сито           | ил и глина LI ≥ 50                                       | неорганический                                | CH            | жирная глина                                          |
| Мелкозернистые почвы 50 % или более, прошедших № 200 (0,075 мм) сито           | ил и глина LI ≥ 50                                       | органический                                  | OH            | органическая глина, органический ил                   |
| Высокоорганические почвы                                                       | Высокоорганические почвы                                 | Высокоорганические почвы                      | Pt            | торф                                                  |

### ASTM D-2487
| Критерии присвоения символов и названий групп с использованием лабораторных тестов | Критерии присвоения символов и названий групп с использованием лабораторных тестов | Критерии присвоения символов и названий групп с использованием лабораторных тестов | Критерии присвоения символов и названий групп с использованием лабораторных тестов | Классификация почв | Классификация почв            |
| ---------------------------------------------------------------------------------- | ---------------------------------------------------------------------------------- | ---------------------------------------------------------------------------------- | ---------------------------------------------------------------------------------- | ------------------ | ----------------------------- |
| Критерии присвоения символов и названий групп с использованием лабораторных тестов | Критерии присвоения символов и названий групп с использованием лабораторных тестов | Критерии присвоения символов и названий групп с использованием лабораторных тестов | Критерии присвоения символов и названий групп с использованием лабораторных тестов | Символ группы      | Название группы               |
| КРУПНОЗЕРНОВЫЕ ПОЧВЫ Более 50 % остается на сите № 200                             | Гравий Более 50 % крупной фракции на сите № 4                                      | Чистый гравий Штрафы менее 5 %                                                     | Cu ≥ 4 и 1 ≤ Cc ≤ 3                                                                | GW                 | Хорошо отсортированный гравий |
| КРУПНОЗЕРНОВЫЕ ПОЧВЫ Более 50 % остается на сите № 200                             | Гравий Более 50 % крупной фракции на сите № 4                                      | Чистый гравий Штрафы менее 5 %                                                     | Cu < 4 и/или Cc < 1 или Cc > 3                                                     | GP                 | Гравий плохого качества       |
| КРУПНОЗЕРНОВЫЕ ПОЧВЫ Более 50 % остается на сите № 200                             | Гравий Более 50 % крупной фракции на сите № 4                                      | Гравий с мелочью Штрафы более 12 %                                                 | мелкозернистая часть классифицируется как ML или MH                                | GM                 | Илистый гравий                |
| КРУПНОЗЕРНОВЫЕ ПОЧВЫ Более 50 % остается на сите № 200                             | Гравий Более 50 % крупной фракции на сите № 4                                      | Гравий с мелочью Штрафы более 12 %                                                 | мелкозернистая часть классифицируется как CL или CH                                | GC                 | Глинистый гравий              |
| КРУПНОЗЕРНОВЫЕ ПОЧВЫ Более 50 % остается на сите № 200                             | Пески 50 % и более крупной фракции проходит через сито № 4                         | Чистые пески Штрафы менее 5 %                                                      | Cu ≥ 6 и 1 ≤ Cc ≤ 3                                                                | SW                 | Хорошо отсортированный песок  |
| КРУПНОЗЕРНОВЫЕ ПОЧВЫ Более 50 % остается на сите № 200                             | Пески 50 % и более крупной фракции проходит через сито № 4                         | Чистые пески Штрафы менее 5 %                                                      | Cu < 6 и/или Cc < 1 или Cc > 3                                                     | SP                 | Песок плохого качества        |
| КРУПНОЗЕРНОВЫЕ ПОЧВЫ Более 50 % остается на сите № 200                             | Пески 50 % и более крупной фракции проходит через сито № 4                         | Песок с мелочью Штрафы более 12 %                                                  | мелкозернистая часть классифицируется как ML или MH                                | SM                 | Илистый песок                 |
| КРУПНОЗЕРНОВЫЕ ПОЧВЫ Более 50 % остается на сите № 200                             | Пески 50 % и более крупной фракции проходит через сито № 4                         | Песок с мелочью Штрафы более 12 %                                                  | мелкозернистая часть классифицируется как CL или CH                                | SC                 | Глинистый песок               |
| МЕЛКОЗЕРНОВЫЕ ПОЧВЫ 50 % или более частиц проходят через сито № 200                | Илы и глины LI<50                                                                  | неорганический                                                                     | PI > 7 и графики на линии «A» или выше                                             | CL                 | постная глина                 |
| МЕЛКОЗЕРНОВЫЕ ПОЧВЫ 50 % или более частиц проходят через сито № 200                | Илы и глины LI<50                                                                  | неорганический                                                                     | PI < 4 и графики ниже линии «A»                                                    | ML                 | Ил                            |
| МЕЛКОЗЕРНОВЫЕ ПОЧВЫ 50 % или более частиц проходят через сито № 200                | Илы и глины LI<50                                                                  | Органический                                                                       | Предел жидкости — сушка в печи < 0,75                                              | OL                 | Органическая глина            |
| МЕЛКОЗЕРНОВЫЕ ПОЧВЫ 50 % или более частиц проходят через сито № 200                | Илы и глины LI<50                                                                  | Органический                                                                       | Ограничение по жидкости — не высушенный                                            | OL                 | Органический ил               |
| МЕЛКОЗЕРНОВЫЕ ПОЧВЫ 50 % или более частиц проходят через сито № 200                | Илы и глины                                                                        | неорганический                                                                     | Графики PI на линии «A» или выше                                                   | CH                 | Жирная глина                  |
| МЕЛКОЗЕРНОВЫЕ ПОЧВЫ 50 % или более частиц проходят через сито № 200                | Илы и глины                                                                        | неорганический                                                                     | Графики PI ниже линии «А»                                                          | MH                 | Эластичный ил                 |
| МЕЛКОЗЕРНОВЫЕ ПОЧВЫ 50 % или более частиц проходят через сито № 200                | Илы и глины                                                                        | Органический                                                                       | Предел жидкости — сушка в печи < 0,75                                              | OH                 | Органическая глина            |
| МЕЛКОЗЕРНОВЫЕ ПОЧВЫ 50 % или более частиц проходят через сито № 200                | Илы и глины                                                                        | Органический                                                                       | Ограничение по жидкости — не высушенный                                            | OH                 | Органический ил               |
| ВЫСОКООРГАНИЧЕСКИЕ ГРУНТЫ                                                          | ВЫСОКООРГАНИЧЕСКИЕ ГРУНТЫ                                                          | ВЫСОКООРГАНИЧЕСКИЕ ГРУНТЫ                                                          | ВЫСОКООРГАНИЧЕСКИЕ ГРУНТЫ                                                          | Pt                 | Торф                          |

## Соотношения между USCS и российскими стандартами
Российский ГОСТ 25100-2020 не аппелирует к микроуровню, содержанию ила и глины. Так термин тяжелая глина не дает понятия чего там больше ила или глины. Да есть высокая пластичность, но чем она вызвана? USCS разделяясь на MH/CH показывает что в грунте больше ила/глины. Что приводит к тому что эластичный ил MH соответствует сразу тяжёлому суглинку, лёгкой глине, тяжёлой глине одновременно.
Российская классификация грунтов привела к тому, что изучение грунтов на микроуровне не актуально (законодательно нет необходимости в целом ряде лабораторных испытаний). Вместе с ней неактуально развитие целых областей геотехники, развития испытательного оборудования и связанной с ним микроэлектронной аппаратуры.
USCS не отвечает на вопрос, почему мы взяли 4,75 мм в качестве диаметра частиц, разделяющих песок или гравий. Или почему за границу между песком и илом принят диаметр частиц 0,005 мм? Неофициально считается, что предел разделения для этих частиц выбран из-за поведения воды в порах:
1. Если на сите № 4 (4,75 мм) задерживается крупная фракция > 50 %, то преобладает графитационная вода (мы пьем обычную воду).
2. При прохождении ≥ 50 % крупной фракции через сито № 4 (4,75 мм) преобладает капиллярная вода. Это вода, захваченная в порах и капиллярных пространствах грунтов силами поверхностного натяжения. Мы можем говорить об изотропном поведении водонасыщенных песков, потому что пески содержат свободно движущуюся воду. Чем чище водонасыщенный песок, тем более он изотропен, потому что вода по своей природе изотропна.
3. В илистых грунтах с пределом текучести < 50 преобладают частицы размером 0,005 мм, проходящие через 200 сит (этот результат мы уверенно выводим из предела текучести). В этих условиях преобладает химически связанная вода. При отсутствии воды, которая не может свободно двигаться, уровень изотропии падает. Соответственно, в качестве фактора была принята Cu, имеющая крупнозернистую часть.

Системы классификации почв пытаются каким-то образом представить мелкозернистые и крупнозернистые матрицы, из которых состоит почва, какая из этих матриц имеет тенденцию контролировать поведение при той или иной нагрузке, и пределы, в которых другая недоминирующая матрица начинает влиять на поведение, принимая учитывать только индексные свойства почвы. Например, глинисто-песчаная почва с классом почв SW-SC или SC может иметь содержание мелких зерен в пределах от 5 % до 50 %. Система классификации USCS указывает, что при значении содержания мелких частиц 5 % матрица штрафов имеет тенденцию влиять на поведение. Однако он не дает никакой информации об уровнях механического поведения (напряжение-деформация, поровое давление воды, след напряжения), которые, как ожидается, будут проявляться из-за изменения содержания мелких зерен в грунте при любой нагрузке. С другой стороны, дисциплина механики грунта в основном сосредоточена на механическом поведении чистого песка или песка и чистой глины, мелкая фракция которой не меняет поведения чистого песка (< 5 %). Фактически, поведение чистого песка и чистой глины представляют собой два предельных состояния с точки зрения интерпретации поведения грунта, и принципы интерпретации поведения грунта классической дисциплины механики грунта в основном формируются на этих двух предельных состояниях. Однако как экспериментальное, так и теоретическое исследование поведения промежуточных грунтов, таких как илистый песок, глинистый песок, ил, песчаный ил, глинистый ил, песчаная глина и алевритовая глина, в условиях как статического, так и динамического нагружения, которые находятся между этими двумя граничными условиями, должны быть исследованы Это является одной из важных потребностей дисциплины механики. С практической точки зрения структурные модели, отражающие поведение таких промежуточных грунтов, все ещё находятся в стадии разработки. С другой стороны, на практике возникают значительные трудности при выборе и оценке почвенных параметров для таких почв. Значительный объём данных был собран как в лабораторных, так и в полевых экспериментах относительно промежуточных почв. В соответствии с этими данными, системы классификации почв также вступили в процесс обновления, чтобы более четко отражать промежуточное поведение почвы. С этой целью Парк и Сантамарина (2017) работают над обновлением системы классификации почв USCS, вводя концепции соотношения пустот между крупными и мелкими частицами, чтобы отразить вклад крупнозернистых и мелкозернистых матриц, составляющих почву, как механически, так и на поведение потока воды в почве. С другой стороны, классическая дисциплина механики грунтов, основанная на граничных состояниях чистого песка и чистой глины, недостаточна с точки зрения интерпретации механического поведения и поведения проницаемости таких грунтов и размещения их на определённой основе.

## Оформление на чертежах
Для каждого буквенного обозначения грунта существует рекомендованная штриховка для обозначения на чертежах.